# David di Donatello 1956
La primera edició dels premis David di Donatello, concedits per l'Acadèmia del Cinema Italià va tenir lloc el 5 de juliol de 1956 al Cinema Fiamma de Roma. El premi consistia en una estatueta dissenyada per Bulgari.

## Guanyadors

### Millor director
- Gianni Franciolini - Racconti romani

### Millor productor
- Angelo Rizzoli - Grandi manovre (Les Grandes manoeuvres) (ex aequo)
- Goffredo Lombardo - Pane, amore e... (ex aequo)
- Nicolò Theodoli - Racconti romani (ex aequo)

### Millor actriu
- Gina Lollobrigida - La donna più bella del mondo

### Millor actor
- Vittorio De Sica - Pane, amore e...

### Millor productor estranger
- Walt Disney - Lilli e il vagabondo (Lady and the Tramp)

### Targa d'oro
- Stewart Granger, per la seva interpretació a: Passos en la boira (Footsteps in the Fog); d'Arthur Lubin
- Jean Simmons, per la seva interpretació a: Passos en la boira (Footsteps in the Fog); d'Arthur Lubin

### Premi Ambasciata Francese: Millor Pel·lícula Sentimental
- La rivale; d'Anton Giulio Majano